# Armageddon 2007
Armageddon 2007 è stata l'ottava edizione dell'omonimo evento in pay-per-view prodotto dalla WWE. L'evento si è svolto il 16 dicembre 2007 presso la Mellon Arena di Pittsburgh.

## Storyline
Alle Survivor Series, Batista difese con successo il World Heavyweight Championship in un Hell in a Cell match contro The Undertaker grazie all'inaspettato intervento del rientrante Edge, il quale, travestito da cameraman, colpì lo stesso Undertaker con una telecamera e gli costò quindi la vittoria. Nella puntata di SmackDown del 23 novembre Batista conservò la cintura contro Edge per volere della General Manager Vickie Guerrero (impegnata nel frattempo in un angle amoroso proprio con Edge stesso), ma al termine dell'incontro Undertaker attaccò brutalmente entrambi. La settimana successiva, l'assistente esecutivo Theodore Long annunciò dunque un Triple Threat match fra Batista, Edge e Undertaker con in palio il World Heavyweight Championship per Armageddon.
Nella puntata di Raw del 19 novembre il rientrante Chris Jericho, assente da due anni, si confrontò col WWE Champion Randy Orton e lo sfidò per il titolo, ma quest'ultimo rifiutò lo scontro. Nel successivo episodio, Jericho causò la sconfitta di Orton per mano di Ric Flair in un Career Threatening match dove era in palio la carriera di quest'ultimo, ottenendo così dallo stesso Orton un match per il suo WWE Championship ad Armageddon.
Nella puntata di ECW del 4 dicembre l'ECW Champion CM Punk fu costretto dal General Manager dello show, Armando Estrada, a scegliere il suo avversario tra Big Daddy V e Mark Henry. Più avanti, la sera stessa, Punk scelse di affrontare Henry ma lo sconfisse solamente per squalifica a causa dell'intervento di Big Daddy V. Dopo che Kane salvò Punk da un brutale pestaggio al termine dell'incontro, fu annunciato che questi ultimi avrebbero affrontato Henry e Big Daddy V ad Armageddon.
Nella puntata di Raw del 19 novembre Mr. Kennedy ebbe un confronto verbale con Shawn Michaels, dicendogli di farsi da parte per lasciare le luci della ribalta ai nuovi talenti, sé stesso incluso, ma Michaels rispose colpendolo con la Sweet Chin Music. Dopo un ulteriore scontro fisico nel seguente episodio, fu sancito un match tra i due per Armageddon.
Alle Survivor Series, The Great Khali sconfisse Hornswoggle per squalifica a causa dell'intervento di Finlay, il quale colpì Khali con lo shillelagh per salvare il suo piccolo aiutante. Un match tra Finlay e Khali fu quindi sancito per Armageddon.
Nella puntata di SmackDown del 23 novembre lo United States Champion Montel Vontavious Porter sconfisse Rey Mysterio per poi attaccarlo una volta finito il match. Nella puntata di SmackDown del 7 dicembre, dopo essersi scontrati in un incontro di coppia, fu annunciato un match tra MVP e Mysterio con in palio lo United States Championship per Armageddon.
Nella puntata di Raw del 26 novembre fu sancito un match tra Triple H e l'Intercontinental Champion Jeff Hardy per Armageddon, col vincitore che sarebbe diventato il primo sfidante al WWE Championship alla Royal Rumble.
Nella puntata di Raw del 26 novembre Mickie James sconfisse Melina, diventando così la prima sfidante al Women's Championship di Beth Phoenix per Armageddon.

## Evento

### Match preliminari
L'opener dell'evento fu il match per lo United States Championship tra il campione Montel Vontavious Porter e lo sfidante Rey Mysterio. Durante le fasi iniziali entrambi si portarono in vantaggio l'un l'altro, con Mysterio che eseguì diverse manovre aeree su MVP, mentre quest'ultimo lo colpì poi con dei big boot. Dopo un batti e ribatti, Mysterio eseguì uno springboard crossbody e una diving hurricanrana dalla terza corda ai danni di MVP, però il campione si liberò dagli schienamenti al conteggio di due. Mysterio tentò la 619, ma MVP schivò la mossa e si rifugiò all'esterno del ring, decidendo di non rientrare più sul quadrato e di perdere quindi l'incontro per count-out, conservando tuttavia il titolo come da regolamento.
Il match successivo vide l'ECW Champion CM Punk e Kane contrapposti a Big Daddy V e Mark Henry. Nelle prime fasi, Henry e Big Daddy V dominarono la contesa a discapito di Punk, finché quest'ultimo non diede il cambio a Kane, il quale eseguì un big boot e una flying clothesline dalla terza corda ai danni di Henry. Kane tentò poi la Chokeslam su Henry, ma questi riuscì a dare il cambio in tempo a Big Daddy V, che colpì lo stesso Kane con una powerbomb e lo schienò, però Punk interruppe lo schienamento con un dropkick. Mentre Kane e Henry battagliarono all'esterno del ring, Punk provò un attacco aereo dal paletto su Big Daddy V, tuttavia quest'ultimo lo intercettò in mezz'aria e lo schiantò al tappeto con samoan drop, schienandolo per vincere l'incontro insieme a Henry.
Il terzo match fu tra Mr. Kennedy e Shawn Michaels. Durante le fasi iniziali, Kennedy attaccò ripetutamente la schiena di Michaels con vari backbreaker, finché quest'ultimo non lo colpì con un flying forearm smash e due inverted atomic drop. Michaels eseguì un diving elbow drop dalla terza corda ai danni di Kennedy e tentò la Sweet Chin Music, la quale fu tuttavia rovesciata in un roll-up che valse solamente un conto di due. Kennedy eseguì la JFK su Michaels, ma questi si liberò dallo schienamento al conteggio di due. Kennedy provò poi l'esecuzione del Mic Check, però Michaels contrattaccò la manovra e lo colpì all'improvviso con la Sweet Chin Music per schienarlo e vincere l'incontro.
L'incontro seguente fu tra Jeff Hardy e Triple H, col vincitore che sarebbe poi diventato il primo sfidante al WWE Championship alla Royal Rumble. Nelle prime fasi della contesa, Hardy sfruttò il proprio repertorio di mosse aeree per portarsi in vantaggio nei confronti di Triple H, finché quest'ultimo non lo gettò contro dei gradoni d'acciaio all'esterno del ring. Triple H controllò il match a discapito di Hardy, finché questi non lo colpì con un diving dropkick, un neckbreaker e due diving crossbody, che valsero tuttavia solamente un conteggio di due. Hardy eseguì poi il Whisper in the Wind, ma Triple H si liberò nuovamente dallo schienamento al conto di due. Dopo aver fallito l'esecuzione della Swanton Bomb, Hardy fu colpito dallo spinebuster di Triple H, il quale tentò poi il Pedigree, che lo stesso Hardy rovesciò però a sorpresa in un jackknife pin per vincere il match.
Il quinto match fu tra Finlay e The Great Khali. Per gran parte dell'incontro, Khali dominò letteralmente Finlay grazie alla propria stazza e potenza, finché Hornswoggle, sfruttando un momento di distrazione da parte dell'arbitro, apparì sul ring in aiuto di Finlay e colpì illegalmente Khali con un colpo basso. Finlay colpì poi a sua volta Khali in pieno volto con lo shillelagh e lo schienò per vincere la contesa.

### Match principali
L'incontro successivo fu quello valevole per il WWE Championship tra il campione Randy Orton e lo sfidante Chris Jericho. Nelle prime fasi, Jericho ebbe la meglio su Orton dopo che lo colpì prima con un inverted suplex sulle corde e poi con un diving crossbody all'esterno del ring. In seguito, Orton reagì grazie all'esecuzione di una ddt e di uno standing dropkick ai danni di Jericho. Dopo un batti e ribatti, Orton eseguì una powerslam su Jericho e lo gettò per due volte di spalla contro un paletto del ring, colpendolo poi con un superplex dalla terza corda. Jericho tornò all'offensiva con un enzuigiri su Orton e tentò il Lionsault, che il campione contrattaccò dopo aver alzato le ginocchia. Orton colpì Jericho con un inverted backbreaker e provò l'esecuzione della RKO, ma quest'ultimo evitò la manovra ed eseguì il Lionsault, che valse solamente un conteggio di due. Poco dopo, Orton e Jericho iniziarono a battagliare all'esterno del ring, dove il primo lanciò il secondo sul tavolo dei commentatori per evitare un attacco, con lo stesso Jericho che finì per colpire accidentalmente John "Bradshaw" Layfield (JBL), il quale stava svolgendo il ruolo di telecronista. Dopo un batti e ribatti sul quadrato, Jericho applicò la Walls of Jericho su Orton, però JBL intervenne e lo colpì illegalmente con un big boot per interrompere la presa. A causa dell'intervento di JBL, Jericho vinse l'incontro per squalifica ma Orton rimase campione come da regolamento.  
Il settimo match fu per il Women's Championship tra la campionessa Beth Phoenix e la sfidante Mickie James. Durante le fasi iniziali, Phoenix fu in controllo della contesa a discapito di James, colpendola con una powerbomb e una powerslam all'angolo. In seguito, James reagì ed eseguì prima un neckbreaker e poi un diving dropkick dalla terza corda ai danni di Phoenix, ma quest'ultima si liberò dallo schienamento al conto di due. Phoenix colpì infine James con un fisherman suplex per mantenere il titolo femminile.  
Il main event fu il Triple Threat match per il World Heavyweight Championship tra il campione Batista, Edge e The Undertaker. Nelle prime fasi della contesa, Batista battagliò con Undertaker mentre Edge rimase in maniera scaltra all'esterno del ring. Dopo un batti e ribatti, Undertaker eseguì il guillotine leg drop ai danni di Batista, salvo poi venir colpito da Edge con una spear sull'apron ring. In seguito, Batista colpì Edge con un uranage e una running powerslam per poi schienarlo, ma Undertaker interruppe il conteggio e lanciò Batista contro dei gradoni d'acciaio. Undertaker tentò il guillotine leg drop su Edge, però Batista lo intercettò con una clothesline sull'apron ring. Batista eseguì poi uno spinebuster su Edge e provò l'esecuzione della Batista Bomb, ma quest'ultimo lo sorprese con un colpo basso e lo schiantò al tappeto con la Edgecution, la quale valse solamente un conto di due poiché Undertaker trascinò l'arbitro fuori dal quadrato. Dopo un batti e ribatti tra i due, Undertaker tentò la Last Ride su Edge, però Batista si riprese e lo colpì con una spear per evitare che eseguisse la manovra. Poco dopo, Edge eseguì la spear sia su Undertaker che su Batista, ma entrambi si liberarono dai rispettivi schienamenti al conteggio di due. Edge provò a colpire Batista con una sedia, però il campione evitò l'attacco con una violenta spear e lo spedì all'esterno del ring, eseguendo poi anche un superplex e uno spinebuster su Undertaker. Subito dopo, Curt Hawkins e Zack Ryder tentarono di interferire in favore di Edge, ma furono rispettivamente colpiti da una spear di Batista e una Chokeslam di Undertaker. Poco tempo dopo, Undertaker eseguì il Tombstone Piledriver su Batista, ma Edge interruppe lo schienamento colpendolo alle spalle con una sedia. Dopo che colpì nuovamente Undertaker con la sedia, Edge schienò Batista per vincere il match e conquistare il titolo dei pesi massimi per la seconda volta.   

## Risultati
| #    | Incontri                                                                   | Stipulazioni                                                       | Durata |
| ---- | -------------------------------------------------------------------------- | ------------------------------------------------------------------ | ------ |
| Dark | Jesse e Festus hanno sconfitto John Morrison e The Miz                     | Tag team match                                                     | —      |
| 1    | Rey Mysterio ha sconfitto Montel Vontavious Porter (c) per count-out       | Single match per il WWE United States Championship                 | 11:29  |
| 2    | Big Daddy V e Mark Henry (con Matt Striker) hanno sconfitto CM Punk e Kane | Tag team match                                                     | 10:33  |
| 3    | Shawn Michaels ha sconfitto Mr. Kennedy                                    | Single match                                                       | 15:16  |
| 4    | Jeff Hardy ha sconfitto Triple H                                           | Single match per determinare il primo sfidante al WWE Championship | 15:23  |
| 5    | Finlay (con Hornswoggle) ha sconfitto The Great Khali (con Ranjin Singh)   | Single match                                                       | 06:02  |
| 6    | Chris Jericho ha sconfitto Randy Orton (c) per squalifica                  | Single match per il WWE Championship                               | 15:05  |
| 7    | Beth Phoenix (c) ha sconfitto Mickie James                                 | Single match per il WWE Women's Championship                       | 04:45  |
| 8    | Edge ha sconfitto Batista (c) e The Undertaker                             | Triple threat match per il World Heavyweight Championship          | 13:00  |